# 12-й артиллерийский полк (Великобритания)
12-й полк Королевской артиллерии (англ. 12th Regiment Royal Artillery) или просто 12-й артиллерийский полк — зенитно-артиллерийский полк Британской армии, образованный в 1947 году. Отвечает за противовоздушную оборону, оснащён ПЗРК «Старстрик».

## История
Полк образован в 1947 году после объединения 7-го полка конной артиллерии с 12-м противотанковым полком. Начинал службу в Палестине, в 1948 году переведён в Ливию, ещё через два года — в Триест. В 1963 году нёс службу в Малайской Федерации, в 1964 году на острове Калимантан.
Подразделение участвовало в североирландском конфликте, отправляясь туда четыре раза — в 1971, 1974, 1977 и 1979 годах. 9-я батарея и батарея T отправлялись в Южную Атлантику во время Фолкледской войны в 1982 году; та же батарея T и 58-я батарея участвовали в войне в Персидском заливе в 1991 году, 12-я батарея — в Иракской войне. С января 2008 года полк, ранее базировавшийся в Германии, переехал в Англию и расположился в Бэйкерских казармах на острове Торни (Западный Сассекс).
По программе перевооружения Army 2020 будет создана специальная батарея из БТР «Стормер», куда войдёт артиллерийская батарея T; 25/170-я штабная артиллерийская батарея будет расформирована и заменена новым штабом.

## Батареи
По состоянию на 2014 год полк состоит из следующих батарей:
- 170-я артиллерийская батарея (штаб)
- Артиллерийская батарея T (ПЗРК)
- 9-я артиллерийская батарея (ПЗРК)
- 12-я артиллерийская батарея (ЗРК, РСЗО)
- 58-я артиллерийская батарея (ПЗРК)